# Gary Ruvkun
Gary Ruvkun est un généticien américain né le 26 mars 1952 à Berkeley (États-Unis). Il est colauréat du prix Nobel de physiologie ou médecine 2024 avec Victor Ambros pour leurs travaux sur les micro-ARN et leur rôle dans la régulation génétique. Il est professeur de génétique à Harvard Medical School, situé à Boston.

## Biographie
Gary Ruvkun est né dans une famille juive. Il est le fils de Samuel Ruvkun et de Dora Gurevich.